# جامعة جبل القديس جوزف
جامعة جبل القديس جوزف (بالإنجليزية: Mount St. Joseph University)‏ هي كلية كاثوليكية خاصة في ماونت سانت جوزيف، أوهايو. تأسست الكلية في عام 1920 من قبل راهبات الأعمال الخيرية في سينسيناتي.

## خريجون بارزون
- جارود مارتن عضو مجلس النواب بولاية أوهايو
- لورين هيل، لاعبة كرة سلة ومدافعة عن سرطان الأطفال
- سارة مورمان شاربر، ممثلة ومخرجة ومعلمة وكاتبة ومحاضرة
- دينيس تراوث، الرئيس التاسع لجامعة ولاية تكساس
- نانسي نويل، فنانة
- كريستوفر ويلك، ملحن وموسيقي ومعلم
- جيسي مينتر، مدرب كرة القدم الأمريكية
- ويس سيمز، فنان (لم يتخرج)

## أفراد بارزون من هيئة تدريس
- نيكي جيوفاني
- بولا غونزاليس
- جون بونت
- لويس ترهار